# Ліга чемпіонів з хокею 2025—2026
Ліга чемпіонів з хокею 2025—2026 — одинадцятий сезон турніру, який розпочнеться 28 серпня 2025 року, а завершиться 3 березня 2026 року.

## Кваліфікація
| Клуб               | Місто           | Ліга                   | Кваліфікація                      |
| ------------------ | --------------- | ---------------------- | --------------------------------- |
| ЦСК Лайонс         | Цюрих           | Національна ліга А     | Переможець 2025                   |
| Лулео              | Лулео           | Шведська хокейна ліга  | Чемпіон                           |
| Брюнес             | Євле            | Шведська хокейна ліга  | Переможець регулярного чемпіонату |
| Фрелунда           | Гетеборг        | Шведська хокейна ліга  | 3-є місце регулярного чемпіонату  |
| Лозанна            | Лозанна         | Національна ліга А     | Переможець регулярного чемпіонату |
| СК Берн            | Берн            | Національна ліга А     | 3-є місце регулярного чемпіонату  |
| Цуг                | Цуг             | Національна ліга А     | 4-е місце регулярного чемпіонату  |
| Айсберен Берлін    | Берлін          | Німецька хокейна ліга  | Чемпіон                           |
| ЕРК Інгольштадт    | Інгольштадт     | Німецька хокейна ліга  | Переможець регулярного чемпіонату |
| Фіштаун Пінгвінс   | Бремергафен     | Німецька хокейна ліга  | 3-є місце регулярного чемпіонату  |
| Комета             | Брно            | Чеська екстраліга      | Чемпіон                           |
| Спарта (Прага)     | Прага           | Чеська екстраліга      | Переможець регулярного чемпіонату |
| Маунтфілд          | Градець-Кралове | Чеська екстраліга      | 2-е місце регулярного чемпіонату  |
| КалПа              | Куопіо          | Лійга                  | Чемпіон                           |
| Лукко              | Раума           | Лійга                  | Переможець регулярного чемпіонату |
| Ільвес             | Тампере         | Лійга                  | 2-е місце регулярного чемпіонату  |
| Ред Булл Зальцбург | Зальцбург       | ICE Hockey League      | Чемпіон                           |
| Клагенфурт         | Клагенфурт      | ICE Hockey League      | Переможець регулярного чемпіонат  |
| Больцано           | Больцано        | ICE Hockey League      | 3-є місце регулярного чемпіонату  |
| Белфаст Джаєнтс    | Белфаст         | Британська елітна ліга | Переможець регулярного чемпіонату |
| Сторгамар          | Гамар           | Елітна хокейна ліга    | Чемпіон                           |
| Гренобль           | Гренобль        | Ліга Магнус            | Чемпіон                           |
| Оденсе Бульдогс    | Оденсе          | Метал Ліген            | Чемпіон                           |
| ГКС Тихи           | Тихи            | Польська Екстраліга    | Чемпіон                           |

## Розклад та жеребкування
Розклад змагань наступний:
| Фаза           | Раунд        | Дата жеребкування | Перше коло           | Друге коло           |
| -------------- | ------------ | ----------------- | -------------------- | -------------------- |
| Груповий раунд | 1 тур        | 21 травня 2025    | 28–29 серпня 2025    | 28–29 серпня 2025    |
| Груповий раунд | 2 тур        | 21 травня 2025    | 30–31 серпня 2025    | 30–31 серпня 2025    |
| Груповий раунд | 3 тур        | 21 травня 2025    | 4–5 вересня 2025     | 4–5 вересня 2025     |
| Груповий раунд | 4 тур        | 21 травня 2025    | 6–7 вересня 2025     | 6–7 вересня 2025     |
| Груповий раунд | 5 тур        | 21 травня 2025    | 7–8 жовтня 2025      | 7–8 жовтня 2025      |
| Груповий раунд | 6 тур        | 21 травня 2025    | 14–15 жовтня 2025    | 14–15 жовтня 2025    |
| Плей-оф        | 1/8 фіналу   | —                 | 11–12 листопада 2025 | 18–19 листопада 2025 |
| Плей-оф        | Чвертьфінали | —                 | 2–3 грудня 2025      | 16 грудня 2025       |
| Плей-оф        | Півфінали    | —                 | 13–14 січня 2026     | 20–21 січня 2026     |
| Плей-оф        | Фінал        | —                 | 3 березня 2026       | 3 березня 2026       |

## Рейтинг клубів та розподіл по групах

### Рейтинг клубів
| Кошик A                                               | Кошик B                                                                | Кошик C                                                   | Кошик D                                                              |
| ----------------------------------------------------- | ---------------------------------------------------------------------- | --------------------------------------------------------- | -------------------------------------------------------------------- |
| ЦСК Лайонс Лулео Лозанна Айсберен Берлін Комета КалПа | Ред Булл Зальцбург Брюнес СК Берн ЕРК Інгольштадт Спарта (Прага) Лукко | Клагенфурт Фрелунда Цуг Фіштаун Пінгвінс Маунтфілд Ільвес | Больцано Белфаст Джаєнтс Сторгамар Гренобль Оденсе Бульдогс ГКС Тихи |

### Розподіл по групах
| A1 | Комета          | A2 | Лозанна  | A3 | Лулео    | A4 | Айсберен Берлін  | A5 | ЦСК Лайонс         | A6 | КалПа           |
| B1 | ЕРК Інгольштадт | B2 | СК Берн  | B3 | Лукко    | B4 | Спарта Прага     | B5 | Ред Булл Зальцбург | B6 | Брюнес          |
| C1 | Маунтфілд       | C2 | Цуг      | C3 | Фрелунда | C4 | Фіштаун Пінгвінс | C5 | Клагенфурт         | C6 | Ільвес          |
| D1 | Белфаст Джаєнтс | D2 | Больцано | D3 | Гренобль | D4 | ГКС Тихи         | D5 | Сторгамар          | D6 | Оденсе Бульдогс |